# Doros
Doros（Dorus, Δῶπος en grec antic) és l'heroi que donà nom als doris, un dels pobles de l'estirp hel·lènica.
Dues llegendes diferents es relacionen amb aquest nom: la primera fa de Doros fill d'Hel·len amb la nimfa Orseida, per tant, net de Deucalió. És germà de Xutos i Èol, l'heroi epònim dels eolis, una altra gran branca dels hel·lens. En aquesta versió, Doros i els seus descendents, després d'haver viscut a la Ftiòtida, a Tessàlia, van emigrar a la regió de l'Olimp i l'Ossa, i després cap a la regió de Pindos, cap a l'interior, abans de tornar a marxar cap a l'Eta i finalment establir-se al Peloponès.
Una altra versió fa de Doros fill d'Apol·lo i de Ftia i germà de Laòdoc i Polipetes. Els tres germans van ser assassinats per Etol, que els va prendre el seu reialme d'Etòlia, a la que donà nom, al nord del golf de Corint.
Servi Maure Honorat (Servius) diu que va ser fill de Posidó i que va reunir el poble que va agafar el seu nom a la vora del mont Parnassos. Egimi va ser fill seu.